# The Harvey Girls
The Harvey Girls es una película dirigida por George Sidney en 1946, producida por Arthur Freed y con actuación principal de Judy Garland, John Hodiak, Ray Bolger y Angela Lansbury. 
La película ganó el premio Óscar a la mejor canción original por On the Atchison, Topeka and the Santa Fe, composición de Harry Warren con letra de Johnny Mercer que fue cantada por Judy Garland.

## Argumento
En la década de 1880, un grupo de camareras (The Harvey Girls) pertenecientes a la cadena de hoteles y restaurantes Fred Harvey Company, viaja en la Ferrovía Atchison, Topeka y Santa Fe hacia el Oeste, concretamente hacia una ciudad de Arizona. En el tren ellas conocen a Susan Bradley (Garland), que viaja a la misma ciudad para casarse. Desgraciadamente para Susan, su prometido no es como esperaba y la boda queda anulada.